# Kibombo
Kibombo est une localité, chef-lieu du territoire éponyme de la province du Maniema en république démocratique du Congo.

## Géographie
Elle est située la route RP511 à 152 km au sud du chef-lieu provincial Kindu.

## Administration
Chef-lieu territorial de 9 585 électeurs enrôlés pour les élections de 2018, elle a le statut de commune rurale de moins de 80 000 électeurs et  compte 7 conseillers municipaux en 2019.

## Population
Le recensement date de 1984,.
| 1984 | 2004   | 2012   |
| ---- | ------ | ------ |
| -    | 14 836 | 18 385 |

## Économie
La localité est desservie par la ligne de chemin de fer Kindu-Kalemie.